# 威廉·H·麦克尼尔
威廉·H·麦克尼尔 (英語：William Hardy McNeill；1917年10月31日—2016年7月8日）是一位加拿大出生的美国历史学家和作家，芝加哥大学罗伯特·密立根榮譽退休教授，1947至1987年间任教。

## 主要作品
- 1949年，《西方文明史手册》（History of Western Civilization: A Handbook）
- 1963年，《西方的兴起：人类共同体史》（The Rise of the West: A History of the Human Community）
- 1964年，《东欧：草原边疆1500—1800》（Europe's Steppe Frontier: 1500–1800）
- 1974年，《歐洲歷史的塑造：從文化模式的相遇看歐洲文明的成長與擴散》（The Shape of European History）
- 1974年，《威尼斯：欧洲的枢纽1081—1797》（Venice: The Hinge of Europe 1081-1797）
- 1976年，《瘟疫与人》（Plagues and Peoples）
- 1982年，《竞逐富强：公元1000年以来的技术、军事与社会》（The Pursuit of Power: Technology, Armed Force, and Society since A.D. 1000）
- 1989年，《阿诺德·汤因比传》（Arnold J. Toynbee: A Life）
- 1992年，《哈钦斯的大学：芝加哥大学回忆录》（Hutchins' University. A Memoir of the University of Chicago. 1929–1950）
- 1998年，《世界史》（A World History）
- 2005年，《追求真理：威廉·麦克尼尔回忆录》（The Pursuit of Truth: A Historian’s Memoir）